# Narodowa Rada Języka Maltańskiego
Narodowa Rada Języka Maltańskiego (malt. Il-Kunsill Nazzjonali tal-Ilsien Malti) – ciało kolegialne powołane w kwietniu 2005 r. na mocy ustawy maltańskiej Izby Reprezentantów, mające na celu regulowanie użycia neologizmów w języku maltańskim oraz promowanie tego języka w edukacji oraz innych sektorach.
Rada składa się z pięciu wydziałów: mediów, literatury, regulowania i promowania języka maltańskiego, tłumaczeń i terminologii oraz rozwoju języka maltańskiego w sektorze informacji i technologii. Narodowa Rada Języka Maltańskiego promuje język maltański oraz modernizuje jego struktury. Jest pełnoprawnym regulatorem języka maltańskiego, stowarzyszonym z Europejską Federacją Narodowych Instytucji na rzecz Języka w Unii Europejskiej (EFNIL).